# Online tržište
Online marketplace (ili online tržište hrv.) predstavlja e-Commerce web stranicu na kojoj su proizvodi i podaci o stanju zaliha snabdijevani od trećih strana, a transakcije koje se provode su procesuirane od strane operatera tržišta. Online tržišta su postala glavni pokretač rasta poslovanja za trgovce koji iskorištavaju Internet kao kanal povećanja prodaje. Online tržište je primarni tip višekanalne elektroničke trgovine.
Obzirom online tržišta agregiraju proizvode velikog broja trgovaca, izbor je obično vrlo širok, dostupnost visoka, a cijene konkurentnije u odnosu na standardne E-trgovine.
Najpoznatija online tržišta kako u svijetu, tako i u Hrvatskoj su Amazon.com i eBay.
2010. godine osnovano je i prvo online tržište u Hrvatskoj pod nazivom i-Mall.hr (internet trgovački centar).

## Vanjske poveznice
- iMall.hr: prvo hrvatsko B2B2C online tržište
- Kliks: online tržište  Arhivirana inačica izvorne stranice od 6. lipnja 2012. (Wayback Machine)